# Yoann Bouchard
Pour les articles homonymes, voir Bouchard.
Yoann Bouchard est un footballeur français né le 1er décembre 1976 à La Charité-sur-Loire. Il est actuellement entraîneur adjoint au FC Bagnols-Pont. 
Yoann Bouchard a joué un total de 45 matchs en Ligue 2.

## Biographie
En 1991, alors joueur de la JGA Nevers, il dispute la Coupe nationale des minimes avec la sélection de la Ligue de Bourgogne. Parmi ses coéquipiers, les futurs professionnels Frédéric Jay et Loïc Chavériat. 
En 2005, après la relégation de Clermont en National, il rejoint l'Espagne et le club du Racing de Ferrol qui évolue alors en D2. 
En 2008, il rejoint le club de Besançon. Il y signe un contrat fédéral d'une durée de trois ans.
En 2010, il arrête sa carrière et devient entraîneur adjoint de Samuel Cruz à l'Entente sportive Uzès Pont du Gard. Il occupe ensuite ce poste sous les ordres de Christian Larièpe, Thierry Droin puis de Dominique Veilex.

## Carrière
| Saison      | Club             | Pays             | Championnat | Coupes nationales |
| ----------- | ---------------- | ---------------- | ----------- | ----------------- |
| 1996 - 1997 | AJ Auxerre       | -                | -           | -                 |
| 1997 - 1998 | AJ Auxerre       | -                | -           | -                 |
| 1998 - 1999 | AJ Auxerre       | -                | -           | -                 |
| 1999 - 2000 | Grenoble Foot    | National         | 18 matchs   | 1 match           |
| 2000 - 2001 | Nîmes Olympique  | Division 2       | 35 matchs   | 2 matchs          |
| 2001 - 2002 | Nîmes Olympique  | Division 2       | 4 matchs    | 1 match           |
| 2002 - 2003 | AS Cannes        | National         | 13 matchs   | -                 |
| 2003 - 2004 | Clermont Foot    | Ligue 2          | 6 matchs    | 3 matchs          |
| 2004 - 2005 | Clermont Foot    | Ligue 2          | -           | 8 matchs          |
| 2005 - 2006 | Racing de Ferrol | Segunda División | 37 matchs   | 1 match           |
| 2006 - 2007 | Elche CF         | Segunda División | 3 matchs    | -                 |
| 2007 - 2008 | Elche CF         | Segunda División | 2 matchs    | -                 |
| 2008 - 2009 | Besançon RC      | CFA              | 26 matchs   | 1 match           |
| 2009 - 2010 | Besançon RC      | CFA              | 11 matchs   | -                 |